# Природоорієнтовані рішення

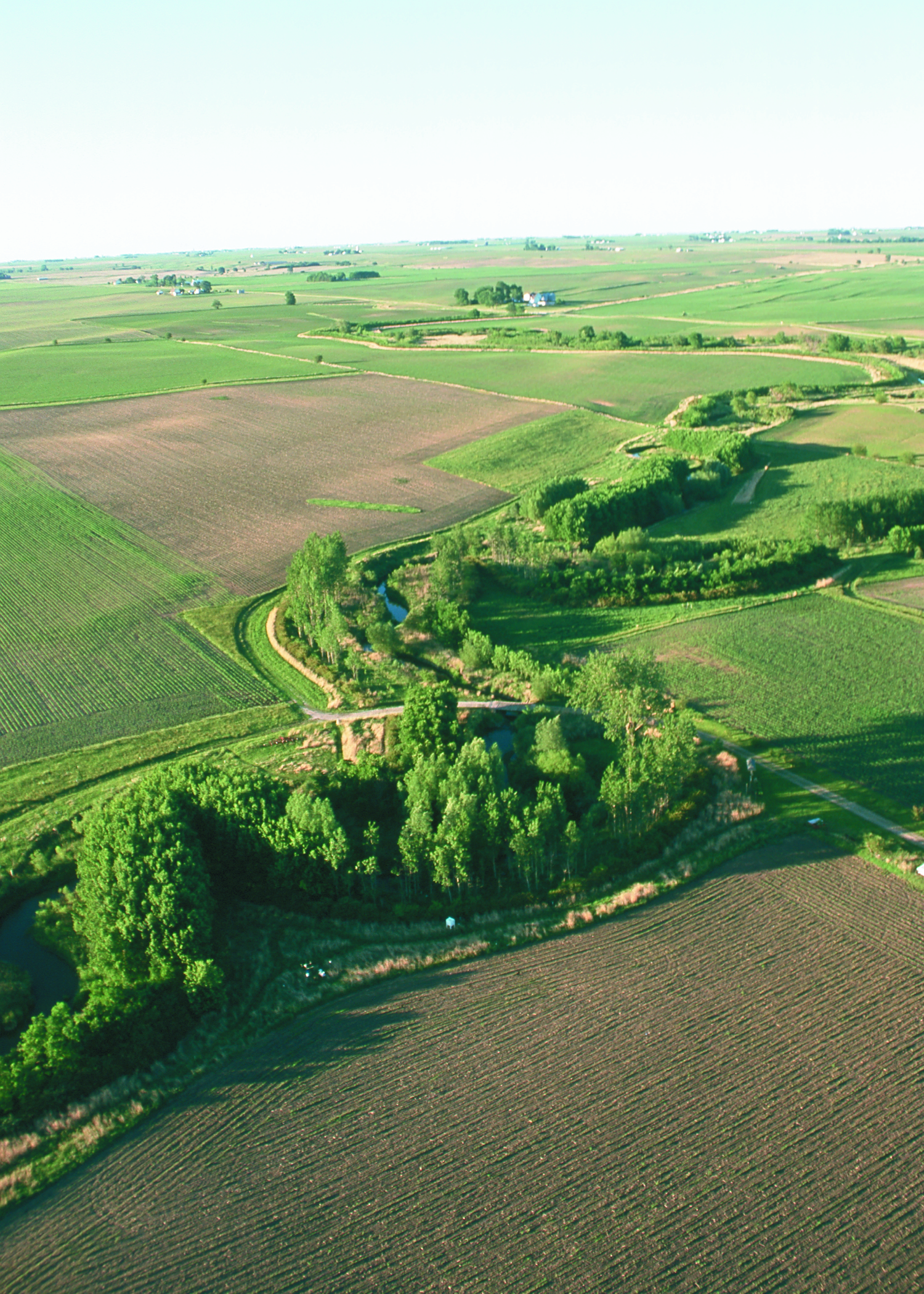
Кілька рядів дерев та чагарників, а також природна трав'яна смуга утворюють своєрідний прибережний буфер, що захищає Бір Крік в штаті Айова, США.

Природоорієнтовані рішення (ПОР) — термін, що описує стале управління та використання природи для подолання суспільних викликів. Зазвичай цей термін використовується в контексті пошуку нових рішень для пом'якшення наслідків зміни клімату й адаптації до неї, і водночас для захисту біорізноманіття та вдосконалення сталих засобів до існування.
Термін ПОР був запропонований спеціалістами-практиками наприкінці 2000-х (зокрема, Міжнародним союзом охорони природи-IUCN та Світовим банком), а потім європейськими інституціями (насамперед, Європейською комісією).
Природоорієнтовані рішення — це «дії, спрямовані на захист, ефективний менеджмент і відновлення природних чи модифікованих екосистем, які відповідають на суспільні виклики в ефективний і гнучкий спосіб, водночас створюючи переваги для людей та біорізноманіття» (за визначенням Міжнародного об'єднання для збереження природи (IUCN).
IUCN згадує ПОР у позиційному документі Рамкової конвенції ООН про зміну клімату. У доповіді Європейської Комісії наголошується, що ПОР можуть запропонувати інноваційні заходи для створення робочих місць і забезпечення зростання в контексті зеленої економіки. Термін почав застосовуватися в центральних засобах масової інформації напередодні Глобального саміту кліматичних дій у Каліфорнії в вересні 2018 року.
Прикладами природоорієнтованих рішень у містах є зелені дахи або стіни, які регулюють вплив високих температур, затримують дощові води, зменшують забруднення та поглинають вуглекислий газ, збільшуючи біорізноманіття.
Заходи зі збереження природи або використання природи для вирішення суспільних викликів застосовуються вже кілька десятиліть. Проте, сьогоденне тлумачення  ПОР придає особливу увагу впливу таких рішень на благополуччя людей. Навіть якщо сам термін досі формується, приклади природоорієнтованих рішень можна знайти та відтворити будь-де у світі. Відбувається інтеграція природоорієнтованих рішень до національної та міжнародної політики та програм (наприклад, кліматична політика, інфраструктурні інвестиції та фінансові механізми). Так, тема Всесвітнього дня води в 2018 році звучала як «Природа для води», а назва Доповіді ООН про стан водних ресурсів — «Природоорієнтовані рішення щодо води».
Окрім того, на Саміті ООН з питань клімату 2019 природоорієнтовані рішення стали однією з ключових тем, оскільки вони розглядаються як ефективний метод боротьби зі змінами клімату. Було створеню «Коаліцію щодо поширення природоорієнтованих рішень», до якої увійшли десятки країн і яку координуватимуть Китай та Нова Зеландія.

## Передумови

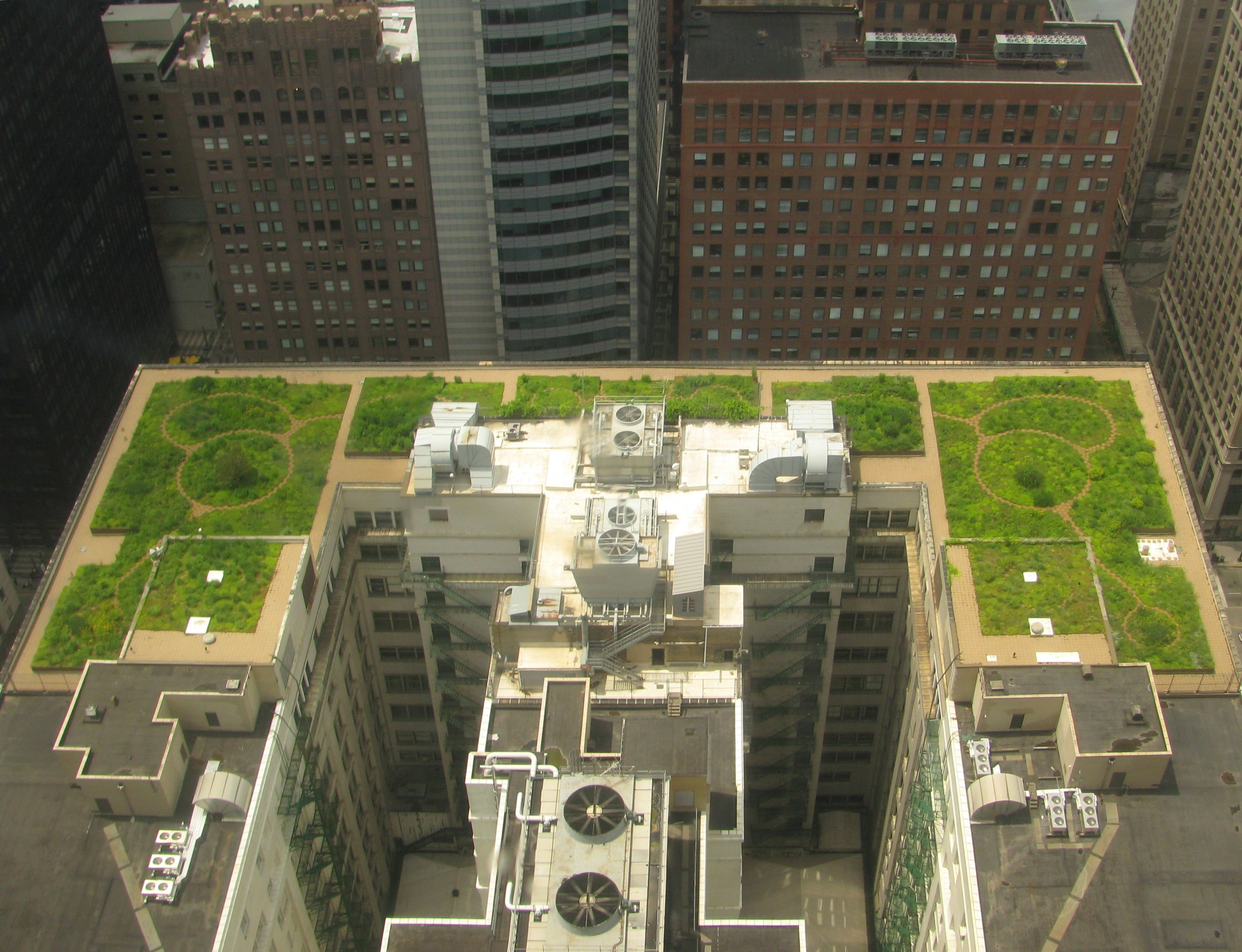
Зелений дах мерії Чикаго

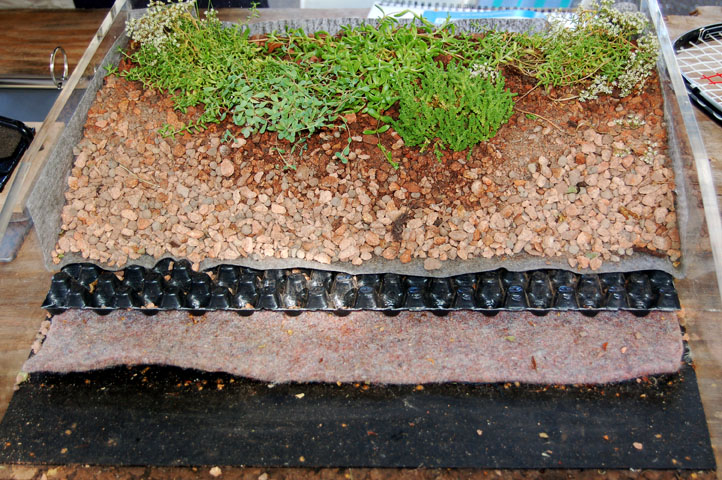
Зразок конструкції системи зеленого даху

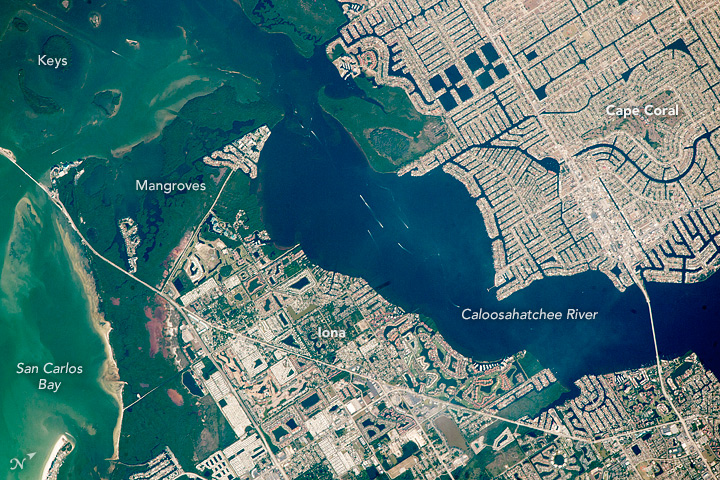
Мангрові ліси захищають берегову лінію від ерозії (Кейп-Корал, штат Флорида, США)

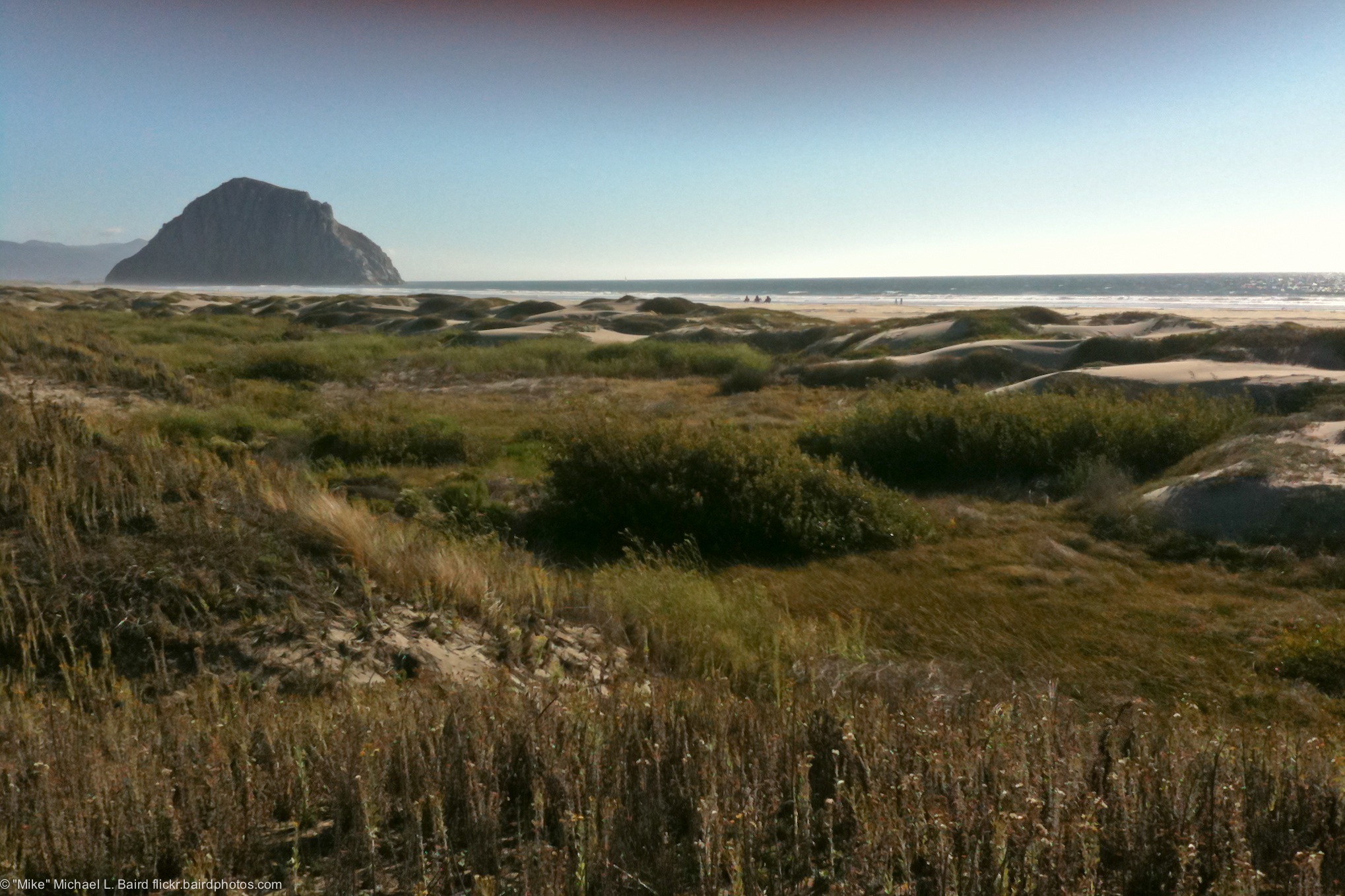
Захист прибережних екосистем на муніципальному пляжі Морро Странд в окрузі Сан-Луїс Обіспо, Каліфорнія

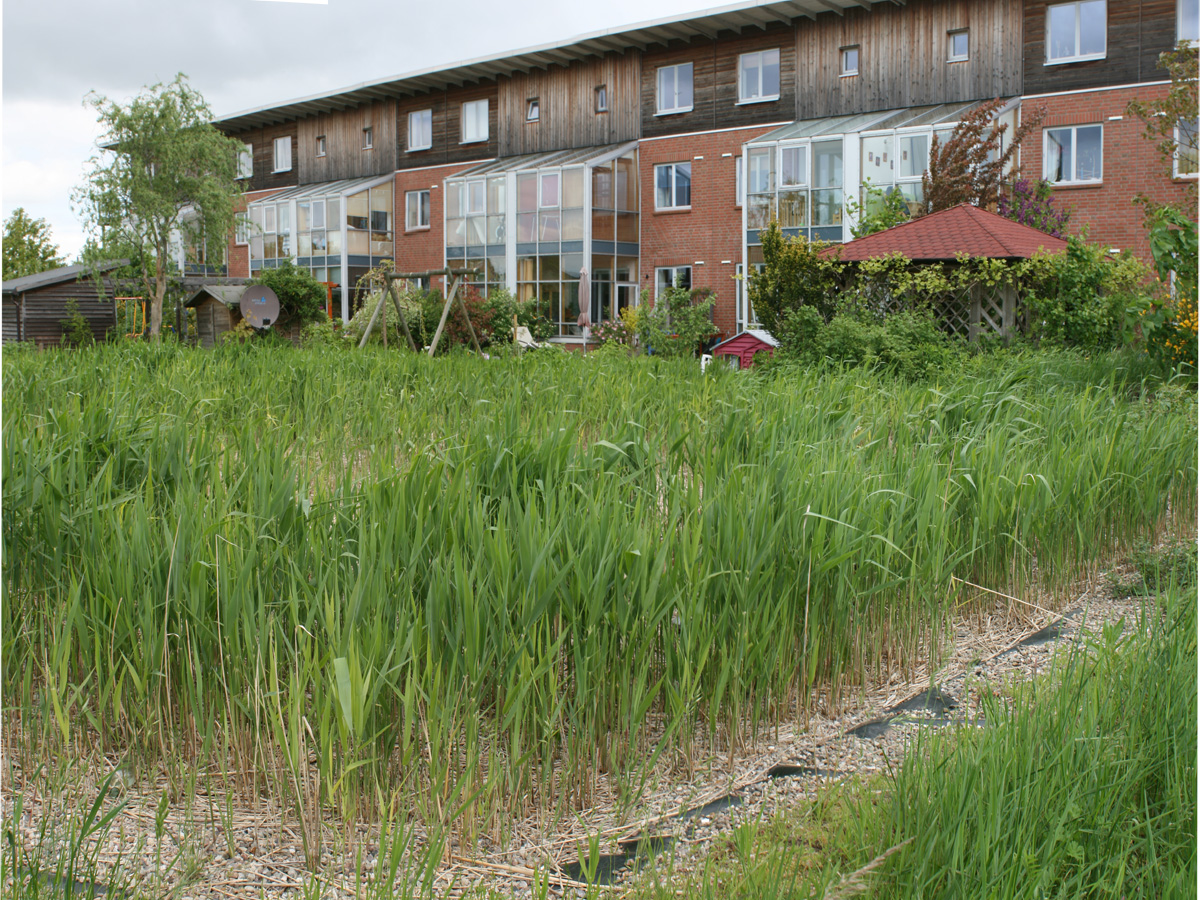
Штучно сконструйована заболочена ділянка для очищення стічних вод в екологічному житловому комплексі у Флінтенбрейте, Німеччина

Людство дедалі частіше стикається з наслідками таких явищ, як зміна клімату, урбанізація, низький рівень продовольчої безпеки та забезпечення водними ресурсами, ризики стихійних явищ. Один із підходів до вирішення цих проблем — покладатися виключно на технологічний прогрес. Альтернативний підхід передбачає комплексне управління соціо екологічними системами для підтримки та потенційного підвищення ефективності екосистемних послуг для людей. З огляду на це природоорієнтовані рішення були висунуті на перший план спочатку фахівцями, а потім і творцями політики. Особлива увага в цих рішеннях приділяється сталому використанню природи для подолання взаємопов'язаних екологічних, соціальних та економічних викликів.
В той час як екосистемні послуги цінуються за безпосередній вплив на благополуччя людей та економіки, ПОР зосереджуються на перевагах як для людей, так і для довкілля, що дозволяє розвивати сталі рішення, які можуть реагувати на екологічні зміни та загрози в довгостроковій перспективі. ПОР виходять за межі традиційних принципів збереження біорізноманіття й управління природними ресурсами, переміщуючи фокус дискусії на людей, зокрема, на врахування соціальних факторів, як-от зменшення рівня бідності, соціально-економічний розвиток і принципи управління.
Згідно з Доповіддю ООН про стан водних ресурсів за 2018 рік, у сфері водних ресурсів ПОР можуть досягти таких результатів:
- Використання природних процесів для підвищення доступності води (наприклад, утримання вологи в ґрунтах, поповнення запасів підземних вод).
- Покращення якості води (наприклад, природні та штучні водно-болотні угіддя для очищення стічних вод, прибережні буферні смуги).
- Зменшення ризиків пов'язаних зі зміною клімату (наприклад, відновлення заплав, зелені дахи).

### Пов'язані концепції
У 2015 році Європейська мережа BiodivERsA звернула увагу на зв'язок ПОР з концепціями екосистемних підходів та екологічної інженерії. ПОР тісно пов'язані з такими ідеями, як сільське господарство на основі природних систем, природні рішення, екосистемна адаптація, послуги з адаптації, природна інфраструктура, зелена інфраструктура й екологічний інжиніринг. Також, такими організаціями як Програма ООН з довкілля та неурядовими громадськими організаціями, як-от The Nature Conservancy, заохочуються екосистемні підходи до боротьби з кліматичними змінами та пом'якшення їхніх наслідків. У цих організаціях ідеться про «політику та заходи, що враховують роль екосистемних підходів у зменшенні вразливості суспільства до зміни клімату через мультисекторальний і багаторівневий підхід».
Природна інфраструктура визначається як «стратегічно спланована та керована мережа природних територій, як-от ліси та водно-болотні угіддя, та інші відкриті простори, що зберігають або посилюють цінність і функції екосистем і приносять користь людям. Зелену інфраструктуру слід розуміти як „взаємопов'язану мережу зелених зон, що зберігають природні системи та надають різноманітну користь людям“.
Концепція екологічної інженерії загалом стосується „захисту, відновлення або модифікації екологічних систем для збільшення кількості, якості та сталості певних послуг, які вони надають, або для створення нових екологічних систем, які надають послуги, що в іншому разі забезпечувалися б методами традиційної інженерії на основі невідновлюваних ресурсів“.

### Визначення
Міжнародний союз охорони природи (IUCN) визначає ПОР як дії для захисту екосистем, сталого управління та відновлення природних чи змінених екосистем, що ефективно вирішують суспільні виклики й адаптуються до них, одночасно позитивно впливаючи на благополуччя людей і біорізноманіття. При цьому найбільш поширеними суспільними викликами є зміна клімату, продовольча безпека, ризик стихійних лих, забезпечення водою, соціальний та економічний розвиток і здоров'я людей.

### Категорії
IUCN пропонує розглядати ПОР як загальну концепцію. Категорії та приклади підходів ПОР згідно з IUCN включають:
| Категорії підходів природоорієнтованих рішень         | Приклади |
| Підходи до відновлення екосистем                      | Відновлення екосистем; екологічний інжиніринг; відновлення лісових ландшафтів |
| Тематичні підходи, пов'язані з відновленням екосистем | Адаптація на основі екосистем; екосистемні стратегії пом'якшення наслідків зміни клімату; послуги з адаптації до зміни клімату; зменшення ризиків стихійних лих на основі екосистем |
| Підходи, пов'язані з інфраструктурою                  | Природна інфраструктура; зелена інфраструктура |
| Управлінські підходи до відновлення екосистем         | Комплексне управління прибережною зоною; комплексне управління водними ресурсами |
| Підходи до захисту екосистем                          | Підходи до збереження, що враховують місцеві особливості, зокрема, управління природоохоронними територіями                                                                         |

## Формулювання
Загальна мета природоорієнтованих рішень чітка — стале управління та використання природи для подолання суспільних викликів. Проте різні зацікавлені сторони розглядають ПОР під різними кутами. Наприклад, IUCN визначає ПОР як „дії для захисту, сталого управління та відновлення природних чи змінених екосистем, що ефективно вирішують суспільні виклики й адаптуються до них, одночасно позитивно впливаючи на благополуччя людей і біорізноманіття“. Таке визначення ставить у центр ПОР необхідність ефективно організованих і відновлених екосистем, а основу мету визначає як „підтримку досягнення цілей розвитку суспільства та забезпечення благополуччя людей способами, що відображають культурні та суспільні цінності та підвищують стійкість екосистем, їхню здатність до відновлення та надання послуг“.
У контексті поточних політичних дискусій щодо робочих місць і зростання (головні фактори стратегічного порядку денного ЄС на сьогодні) Європейська Комісія підкреслює, що ПОР можуть трансформувати екологічні та суспільні виклики в інноваційні можливості, перетворюючи природний капітал на джерело зеленого зростання та сталого розвитку. З цієї точки зору, ПОР щодо суспільних викликів є „рішеннями, що черпають натхнення та підтримку від самої природи, є раціональними з погляду затрат, одночасно створюють екологічні, соціальні й економічні переваги та допомагають підвищувати життєстійкість. Завдяки таким рішенням розвивається природне середовище і відбувається більше природних процесів у містах, різних ландшафтах на землі та в морі — шляхом адаптованих до місцевих умов, ресурсоефективних і системних заходів“.
Таке формулювання є дещо ширшим і ставить економіку та соціальні блага в центр ПОР, на одному рівні з підтримкою природних умов. У ньому є спільні риси з визначенням, запропонованим Maes і Jacobs (2015), які визначають ПОР як „будь-який перехід до використання екосистем  зі зменшенням використання невідновлюваного природного капіталу та збільшенням інвестицій у відновлювані природні процеси“. На їхній погляд, розвиток та оцінювання ПОР охоплює три базові вимоги: 1) зменшення затрат викопного палива на одиницю виробленої продукції; 2) зменшення системних поступків і підвищення синергії між екосистемами»; та 3) збільшення трудових затрат і робочих місць. Тут природа розглядається як інструмент, що надихає на застосування більш системних рішень до суспільних проблем.
Яке визначення не використовувалося б, заохочення до сталості та підвищення ролі природних, самодостатніх процесів, спираючись на біорізноманіття, є невід'ємною частиною ПОР. Ці дії можуть бути корисними для широкого кола зацікавлених сторін, оскільки вони створюють переваги на екологічному, економічному та соціальному рівнях. В результаті концепція ПОР знаходить підтримку не лише в спільноті прихильників збереження природи (наприклад, в міському плануванні), а й поступово включається в політики та програми (політика в сфері зміни клімату, право, інфраструктурні інвестиції та фінансові механізми).

## Типи

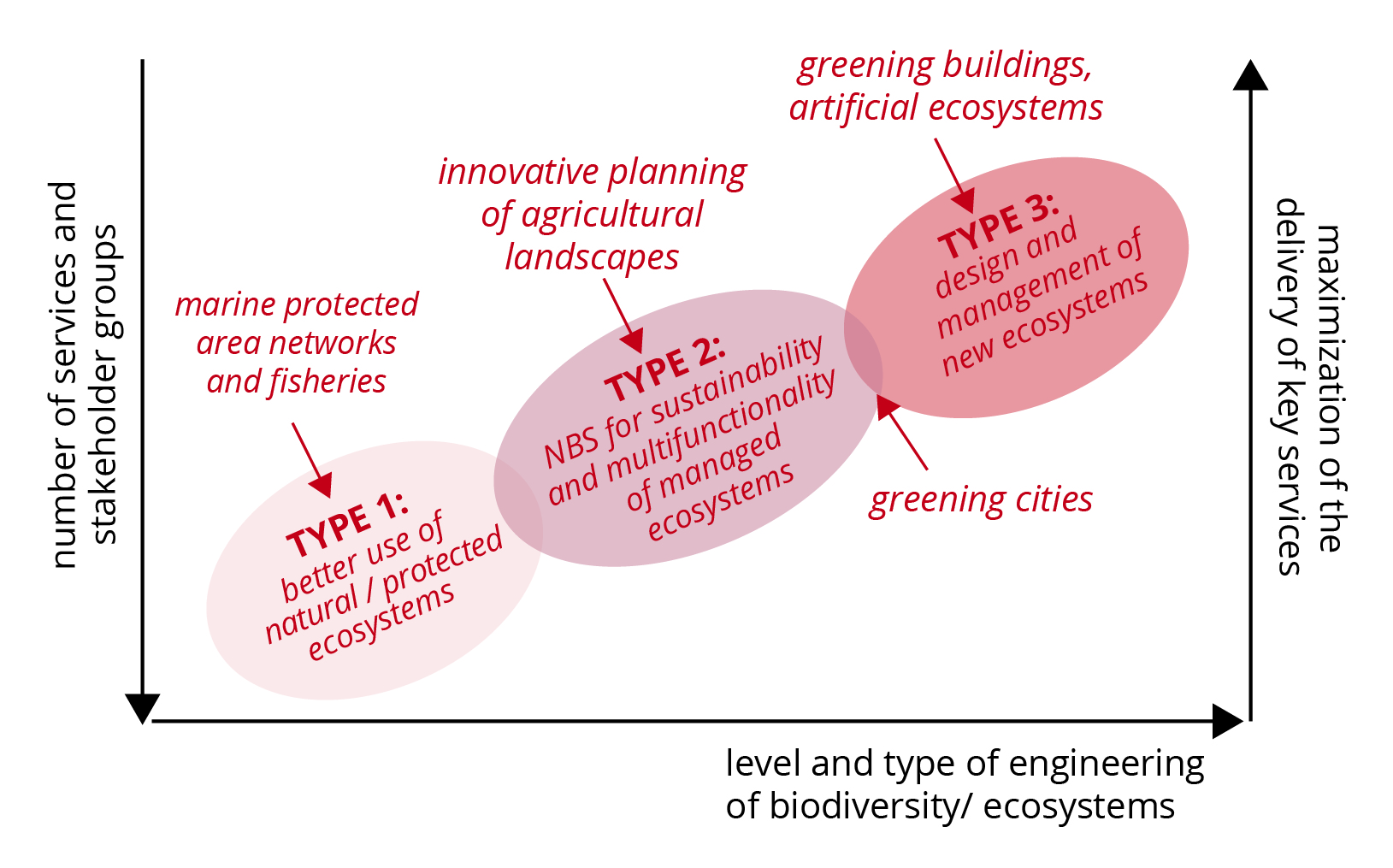
Схематичне пояснення типології ПОР

У 2014—2015 роках Європейська мережа BiodivERsA залучила велику кількість науковців, організацій-донорів наукових досліджень і зацікавлених сторін і запропонувала типологію, яка поділяє ПОР за двома критеріями:  1) «наскільки в ПОР використовується метод інжинірингу щодо біорізноманіття та екосистем» та 2) «скільки екосистемних послуг і груп стейкголдерів охоплюються конкретним ПОР». У цій типології підкреслюється, що ПОР можуть включати дуже різні дії щодо екосистем (від охорони й управління до створення нових екосистем); вона заснована на припущенні, що чим більша кількість послуг і груп стейкголдерів охоплюється, тим нижчими є потенційні результати кожної послуги і водночас можливість задовольнити конкретні потреби груп стейкголдерів. Таким чином, виділяють три типи ПОР (рисунок 2):

### Тип 1— Мінімальне втручання в екосистеми
ПОР першого типу не передбачають жодного або ж мають мінімальне втручання в екосистеми, з метою підтримки або покращення результатів низки екосистемних послуг як всередині, так і зовні цих законсервованих екосистем. Прикладами є охорона мангрових лісів у прибережних районах для зниження ризиків, пов'язаних з екстремальними погодними явищами та для створення переваг і можливостей для місцевого населення; або створення захищених морських зон для збереження біорізноманіття та водночас експорту біомаси в рибопромислові райони. Так, цей тип ПОР пов'язаний з концепцією біосферних заповідників, що поєднує ключові захищені природні зони та буферні й транзитні зони, де люди практикують сталий спосіб життя і діяльності.

### Тип 2— Незначні втручання в екосистеми та ландшафти
Другий тип ПОР відповідає управлінським підходам, що розробляють сталі й багатофункціональні екосистеми та ландшафти (з екстенсивним або інтенсивним управлінням). Цей тип покращує результати певних екосистемних послуг порівняно з тим, що було б досягнуто за умови традиційного втручання. Прикладами є інноваційне планування сільськогосподарських ландшафтів для збільшення їх функцій; а також підходи до збереження та зміцнення деяких видів дерев і підвищення генетичного різноманіття для підвищення стійкості лісів до надзвичайних ситуацій. Цей тип ПОР тісно пов'язаний з такими концепціями, як сільське господарство на основі природних систем, агроекологія та еволюційноорієнтоване лісництво.

### Тип 3— Екстенсивне управління екосистемами
Третій тип ПОР передбачає екстенсивне управління екосистемами або навіть створення нових екосистем (наприклад, штучні екосистеми з новими колоніями організмів на зелених дахах і стінах для зниження температури в містах та очищення повітря). Цей тип пов'язаний з концепціями «зеленої» та «блакитної» інфраструктури і такими цілями, як відновлення сильно пошкоджених або забруднених територій та озеленення міст.
Перший і другий типи зазвичай вписуються в рамки IUCN, тоді як другий і тим паче третій типи часто наводяться Європейською Комісією як приклади перетворення природного капіталу на джерело зеленого зростання та сталого розвитку.

### Гібридні рішення
Гібридні рішення також існують в рамках цих типів. Наприклад, на рівні ландшафтів поєднання зон, які знаходяться під захистом і управлінням, може бути необхідним для досягнення цілей багатофункціональності та сталості. Аналогічно, до третього типу можна віднести створення штучного водно-болотного угіддя, яке, якщо буде вдалим, зрештою може захищатися й досліджуватися як перший тип.

## Приклади
У цій таблиці наведено приклади зі всього світу та України:
| Організація-виконавець | Які суспільні проблеми вирішує                                                   | Країна/регіон                                                   | Типи екосистеми                                           | Опис | Підходи ПОР, що використані | Типологія ПОР           | Джерело         |
| Управління природними ресурсами Руанди, Інститут світових ресурсів і IUCN                                                         | Продовольча безпека, забезпечення водою, ризики стихійних лих                    | Руанда                                                          | Ліс                                                       | Відновлення лісових ландшафтів як національний пріоритет | Відновлення лісових ландшафтів, екологічне відновлення, екосистемні заходи з пом'якшення негативних наслідків | Проміжний (тип 1/тип 2) | [ 26 ]          |
| Міжнародна організація по водно-болотних угіддях (Wetlands International), Both ENDS, Всесвітній фонд дикої природи (WWF) та IUCN | Зміни клімату, ризик стихійних ситуацій, продовольча безпека                     | Індонезія, Шрі-Ланка, Індія, Таїланд та Малайзія                | Прибережні                                                | Відновлення прибережних ареалів існування на території громади | Екологічне відновлення (відновлення прибережних ареалів) | Тип 1                   | [ 27 ]          |
| МСОП та місцеві партнери | Водна безпека, небезпека стихійних лих                                           | Гватемала та Мексика                                            | Сільська, гірська, прісноводна екосистема, річка, вододіл | Здійснення транскордонного управління водними ресурсами за допомогою екосистемних дій у вододілах Такани | Природна інфраструктура, екологічне відновлення, відновлення лісових екосистем. Скорочення ризику стихійних лих, адаптація на основі екосистем.                                                                     | Проміжний тип 1 / Тип 2 | [ 15 ]          |
| Європейська комісія, Університет Вагенінген, Ecorys, ECNC, Grontmij, WWF                                                          | Зміна клімату                                                                    | Чехія, Угорщина, Польща, Румунія, Сербія, Словаччина та Україна | Гора                                                      | Карпатська інтегрована оцінка вразливості до змін клімату та заходів щодо адаптації на основі екосистем | Екосистемне управління | Тип 2                   | Проект CARPIVIA |
| Охорона природи | Зміни клімату, продовольча безпека                                               | Північна Америка                                                | Сільські                                                  | Комплексна стратегія зменшення вразливості сільськогосподарських екосистем до посухи, інших надзвичайних подій та опадів | Екосистемне управління | Тип 2                   | [ 28 ]          |
| ЮНЕП; Секретаріат Тихоокеанської регіональної екологічної програми                                                                | Зміна клімату, небезпека стихійних лих                                           | Океанія (Фуджі)                                                 | Прибережні, міські                                        | Порівняльний аналіз екосистемних підходів та інженерних варіантів для захисту міста Ламі (Фуджі) від сильних штормів | Відновлення екосистеми; та екологічна інженерія | Тип 1 і 2               | [ 28 ]          |
| Місто Барселона; Місто Лісабон | Зміни клімату, здоров'я людини                                                   | Іспанія; Португалія                                             | Міський                                                   | Розробка плану зеленої інфраструктури та біорізноманіття в Барселоні та Лісабоні для пом'якшення зміни клімату та покращення добробуту | Зелена інфраструктура | Проміжний тип 2 / Тип 3 | [ 29 ] [ 30 ]   |
| Муніципалітет Лондона | Зміни клімату, здоров'я людини                                                   | Лондон                                                          | Міський                                                   | Озеленення дахів Лондона для пом'якшення наслідків зміни клімату та покращення здоров'я людини, одночасно збільшуючи біорізноманіття | Зелені дахи | Тип 3                   | [ 31 ]          |
| Програма розвитку ООН в Україні, Агенти Змін, ЕкоКлуб «Зелена Хвиля» Міське сафарі                                                | Пошук природоорієнтованих рішень міських проблем, адаптація міст до змін клімату | Київ                                                            | Міста, індустріальні зони, прибережні райони              | Учасники й учасниці «Міського сафарі» обійшли київський Поділ для виявлення проблемних моментів, рішення для яких можна запозичити у природи. Команди запропонували низку ідей для вирішення різноманітних проблем міста — надмірної спеки, повеней, стихійних сміттєзвалищ, забруднення повітря й стічних вод, доступу до чистої води, створення безпечних ігрових майданчиків для дітей. | Екологічний урбанізм, зелена і синя інфраструктура, (вулична система дощової каналізації, створення мікроводойм по всьому місту, відновлення меандрів, реконструкція прибережної зони й створення рекреаційних зон) | Проміжний (тип 2/тип 3) |                 |
| Агенти змін Урбанина — фестиваль міських проєктів. Вода в місті                                                                   | Проблеми стану річок та публічних просторів біля води                            | Київ                                                            | Міста, прибережні райони, водні артерії                   | На фестивалі було представлено проєкти, розроблені для вирішення проблем міста, зокрема вперше представлено концепцію реконструкції набережної Дніпра | Реконструкція набережних та водного менеджменту, створення рекреаційних зон | Проміжний (тип 2/тип 3) | [ 32 ]          |

## Практична реалізація
На сьогодні немає єдиної основи, на якій державні установи, муніципалітети чи приватні компанії можуть систематично оцінювати дієвість, ефективність і сталість конкретного природоорієнтованого рішення. Проте запропоновано низку керівних принципів для ефективної та відповідної реалізації, а отже й масштабування ПОР на практиці. Так, ПОР охоплюють і не розраховані на заміщення природоохоронних норм. До того ж, застосування ПОР визначається конкретним природним і культурним контекстом на місцях, з урахуванням традиційних, локальних і наукових знань. ПОР є невід'ємною частиною політики, заходів чи дій, спрямованих на подолання конкретних проблем. Зрештою, ПОР можуть бути реалізовані окремо або в поєднанні з іншими рішеннями щодо суспільних викликів (наприклад, технологічних або інженерних рішень), і вони застосовуються на рівні ландшафтів.
Реалізація ПОР вимагає вирішення політичних, економічних і наукових викликів. Насамперед, необхідні інвестиції від приватного сектора, але не для того щоб замістити, а щоб доповнити традиційні джерела фінансування — від держави або доброчинців. У цьому контексті необхідно докласти зусиль, щоб надати переконливі докази того, як природа може сприяти економічному зростанню та створенню робочих місць і продемонструвати економічну доцільність таких рішень — порівняно з технологічними — в часових рамках, що відповідають глобальним змінам. До того ж необхідні заходи на зразок адаптації програм економічного субсидування та створення можливостей для фінансування природоохоронної діяльності. Такі заходи потрібні для масштабування ПОР та посилення їхньої ефективності в пом'якшенні наслідків найгостріших світових проблем

### Проекти за підтримки Європейського Союзу
З 2016 року ЄС підтримує діалоговий майданчик «ThinkNature» із залученням широкого кола стейкголдерів для просування спільної розробки рішень, випробування та комплексного застосування вдосконалених та інноваційних ПОР. Створення такої взаємодії між науковими, політичними, підприємницькими та суспільними спільнотами може сприяти формуванню ринку ПОР. Проєкт є частиною «Horizon 2020» — програми ЄС з дослідження та інновацій — і триватиме 3 роки. Загалом залучено 17 міжнародних партнерів, зокрема, Технічний університет Криту (установа-керівник проєкту), Гельсінський університет і BiodivERsA.
У 2017 році в рамках головування Естонії в Раді Європейського Союзу було проведено конференцію «Природоорієнтовані рішення: від інновацій до широкого використання», що була організована Міністерством навколишнього середовища Естонії та Талліннським університетом. Метою цієї конференції було зміцнити синергію між різними актуальними ініціативами та програмами, пов'язаними з ПОР, що були запущені Європейською Комісією та країнами-членами ЄС, з фокусом на політику й управління ПОР та на дослідження й інновації.

### Природоорієнтовані рішення в Паризькій угоді
Відзначаючи важливість природних екосистем для пом'якшення наслідків зміни клімату й адаптації, Паризька угода закликає всі Сторони «вживати дії для збереження та збільшення, у разі необхідності, поглиначів і накопичувачів парникових газів», «відзначаючи важливість забезпечення цілісності всіх екосистем, океанів у тому числі, та захисту біорозмаїття, що визнаються деякими культурами як Мати-Земля».
Далі в статтях угоди містяться деякі згадки природоорієнтованих рішень. Наприклад, у Статті 5.2 Сторони закликають застосовувати «…стратегічні підходи та позитивні стимули стосовно діяльності, пов'язаної зі скороченням викидів у результаті вирубки й деградації лісів, а також із роллю збереження недоторканості лісів, сталого управління лісами та збільшення накопичення вуглецю в лісах у країнах, що розвиваються; та альтернативних стратегічних підходів, таких, що поєднують спільні підходи з пом'якшення наслідків зміни клімату та адаптації до неї для інтегрованого та сталого управління лісами, підтверджуючи важливість стимулювання, у разі необхідності, інших невуглецевих вигод, пов'язаних із такими підходами».
У Статті 7.1 Сторони закликають зміцнювати сталість соціально-економічних і екологічних систем, зокрема через диверсифікацію економіки та стале управління природними ресурсами. Загалом природа (екосистеми, природні ресурси, ліси) згадується в 13 різних пунктах Угоди. Глибокий аналіз  всіх національно визначених внесків, поданих до Рамкової конвенції ООН про зміну клімату, показав, що приблизно 130 НВВ або 65 % підписантів зобов'язуються реалізовувати природоорієнтовані рішення в рамках своїх кліматичних зобов'язань, а це свідчить про широкий консенсус щодо ролі природи в досягненні цілей у сфері зміни клімату. Проте зобов'язання на високому рівні не завжди перетворюються на рішучі дії на місцях.

### Природоорієнтовані рішення на благо розвитку— одне з ключових рішень ПРООН
Ключові рішення Програми розвитку ООН — це комплексний підхід до реагування на виклики у сфері розвитку, що передбачає мобілізацію наявних ресурсів та експертного потенціалу, які спрямовуються на досягнення реального впливу. Таких рішень шість, включаючи природоорієнтовані рішення на благо розвитку.

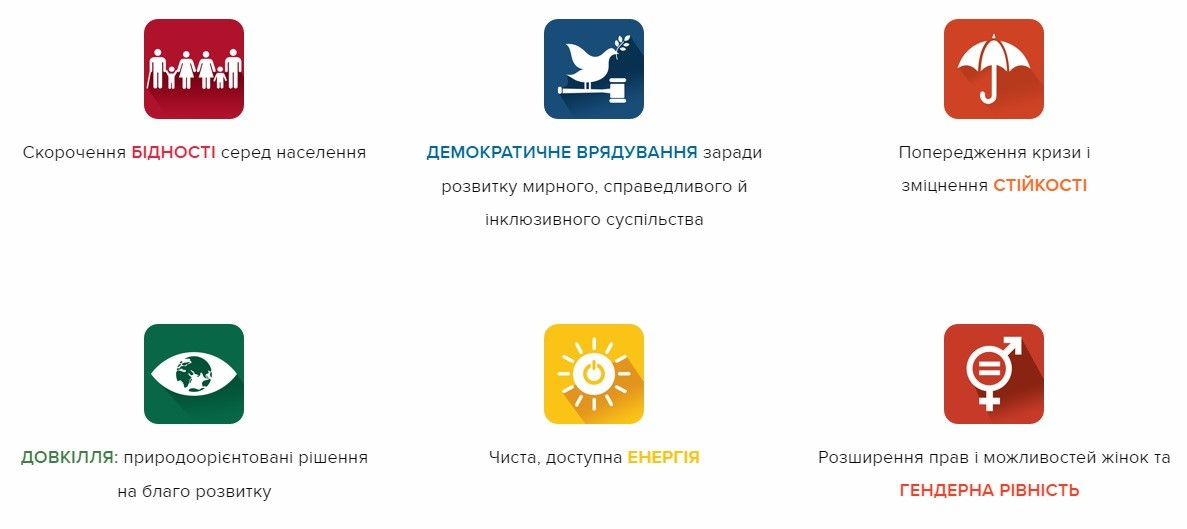

Кожне рішення передбачає поєднання політичних рекомендацій, технічної допомоги, фінансування і програм. Кожне рішення має потенціал відкрити шлях до сталого розвитку, проте жодне рішення не може стати успішним саме по собі — для досягнення Цілей сталого розвитку їх необхідно виконувати в комплексі.
Здорові екосистеми є осердям розвитку, запорукою соціального благополуччя і економічного зростання. Завдяки впровадженню природоорієнтованих рішень, таких як стале управління і захист земельних ресурсів, річок і океанів, ПРООН допомагає країнам забезпечити достатню кількість їжі та води, виробити стійкість до змін клімату та стихійних лих, переорієнтуватися на «зелений» шлях економічного розвитку і покращити життєзабезпечення для мільярдів людей через розвиток лісового, сільського і рибного господарств, а також туризму.
ПРООН вже тривалий час співпрацює з Глобальним екологічним фондом (GEF) і є ключовою організацією, що займається проблемами змін клімату, в структурі Організації Об'єднаних Націй.  Мета ПРООН — сприяти включенню Паризької угоди та інших угод екологічного спрямування до пріоритетних завдань розвитку країн. Зрештою, продовольче забезпечення, житло, чисте повітря, освіта і можливості для самозабезпечення мільярдів людей залежить від ефективної реалізації цих угод.

### ПРООН в Україні
В Україні ПРООН працює з тематикою збереженням та сталого використання торфовищ та реконструкції систем дренажних каналів у рамках своїх проєктів екологічного спрямування.
У 2019 році Лабораторія Інноваційного розвитку ПРООН запустила окремий напрямок «Інновації від природи» для підтримки природоорієнтованих рішень у містах і проєктів на основі біомімікрії. Наразі Лабораторія, разом з ГО «Агенти змін» та екоактивістами розробляє п'ять природоорієнтованих експериментів у Києві. Паралельно Лабораторія розробляє спеціальну настільну гру для впровадження ПОР у містах, використовуючи формат протестованого у Києві «Міського сафарі» у різних регіонах України.